# Erika Norwich
Erika Norwich (* 20. Oktober 1999) ist eine norwegische Sängerin und Songwriterin.

## Leben
Norwich stammt aus Trondheim. Im Jahr 2016 nahm sie als 16-Jährige an der Castingshow Idol teil, in der sie das Halbfinale erreichte. Im Jahr 2018 studierte sie für rund ein Jahr am Liverpool Institute for Performing Arts, bevor sie das Studium abbrach und nach Norwegen zurückkehrte. Beim Melodi Grand Prix 2020, dem norwegischen Vorentscheid für den Eurovision Song Contest, übernahm sie einen Part im von Thomas Løseth vorgetragenen Lied Vertigo, ohne dass sie selbst als Teilnehmerin geführt wurde. Durch ihre Präsenz in sozialen Medien wie TikTok, wo sie neben ihrer Musik auch andere Videos aus ihrem Leben präsentiert, begann ihre Bekanntheit zusätzlich anzusteigen. Mit ihrem Lied Til lillebror stieg Norwich im Jahr 2022 erstmals in die norwegischen Singlecharts ein. Ihre Debüt-EP wurde das im Oktober 2023 herausgegebene Werk Fra hjertet til hodet og ut. Gemeinsam mit Super Rob und dem Lied My AI nahm sie am Melodi Grand Prix 2024 teil, wo sie im Finale den dritten Platz belegte. Mit My AI konnte Norwich erneut in die norwegischen Singlecharts einsteigen.

## Stil
Norwich singt auf Norwegisch und Englisch. Ihre norwegischsprachigen Lieder begann sie mit der Zeit in ihrem Dialekt zu schreiben. Als Inspiration dafür gab sie die ebenfalls im Dialekt singende Sängerin Synne Vo an.

## Diskografie

### EPs
- 2023: Fra hjertet til hodet og ut

### Singles
| Jahr | Titel Album     | Höchstplatzierung, Gesamtwochen, AuszeichnungChartsChartplatzierungen (Jahr, Titel, Album, Platzierungen, Wochen, Auszeichnungen, Anmerkungen) | Anmerkungen                                                                            |
| Jahr | Titel Album     | NO | Anmerkungen                                                                            |
| ---- | --------------- | --- | -------------------------------------------------------------------------------------- |
| 2022 | Til lillebror – | NO23 (2 Wo.)NO | Erstveröffentlichung: 21. September 2022                                               |
| 2024 | My AI –         | NO9 Gold · (5 Wo.)NO | Erstveröffentlichung: 5. Januar 2024 mit Super Rob; Beitrag zum Melodi Grand Prix 2024 |
| 2024 | My AI –         | NO53 (… Wo.)NO | Erstveröffentlichung: 20. Juni 2025                                                    |

Weitere Singles
- 2016: Shadow
- 2017: Ballerina
- 2017: Running Out
- 2020: Come Back to Me (mit Fool the Fox)
- 2021: Some More (mit SFRNG)
- 2022: Sekunder (mit ERIK)
- 2022: Ta mæ tebake
- 2023: Ærlig
- 2023: Tankebibliotek
- 2023: Aldri helt bra, men bedre
- 2023: Snehvit
- 2023: Usynlig